# Língua bantik
Bantik é uma língua Filipina em perigo de extinção e falada por cerca de 3 mil pessoas do povo de mesmo nome no norte das Celebes, Indonésia, Seus falante vêm mudando para língua Manado Malaio (a variedade local da língua malaia como idioma para a comunicação cotidiana, embora o Bantik ainda seja usado como marcador da identidade étnica.
Bantik é considerado como uma linguagem masculina, usada por homens em particular, sendo considerado impróprio falar com mulheres em Bantik. Muito poucas mulheres com menos de 30 anos sabem como falar.

## Fonologia

### Vogais
|          | Anterior | Posterior |
| -------- | -------- | --------- |
| Fechadah | i        | u         |
| Medial   | e        | o         |
| Aberta   | a        | a         |

### Consoantes
|           |           | Bilabial | Alveolar | Velar | Glotal |
| --------- | --------- | -------- | -------- | ----- | ------ |
| Oclusiva  | surda     | p        | t        | k     | ʔ      |
| Oclusiva  | sonora    | b        | d        | ɡ     |        |
| Nasal     | Nasal     | m        | n        | ŋ     |        |
| Fricativa | Fricativa |          | s        |       | h      |
| Vibrante  | Vibrante  |          | ɾ        |       |        |

## Escrita
A forma do alfabeto latino não tem as letras C, F, J, L, Q, V, W, X, Y, Z. Usa-se a forma Ng.

## Morfologia
Bantik é uma língua aglutinante.

### Sintaxe
As frases Bantik apresentam as sequências Sujeito-Verbo-Objeto Verbo-Objeto-Sujeito. O primeiro é usado ao introduzir um novo objeto, o segundo ao introduzir um novo sujeito.